# Radek Slončík
Radek Slončík  est un footballeur tchèque né le 29 mai 1973 à Šumperk. Il évoluait au poste de milieu de terrain.

## Biographie

### En club
Radek Slončík joue en Tchéquie et en Hongrie. Il évolue notamment en faveur du Baník Ostrava et du Sparta Prague, remportant au passage deux titres de champion de Tchéquie.
Il dispute au cours de sa carrière un total de 372 matchs en championnat, inscrivant 25 buts. Il joue également quatre matchs en Ligue des champions, trois en Coupe de l'UEFA, et trois en Coupe des coupes.

### En équipe nationale
International tchèque, il reçoit 17 sélections en équipe de Tchéquie de 1996 à 2000,.
Il joue son premier match en équipe nationale le 11 décembre 1996 contre le Nigeria, lors d'une rencontre comptant pour le tournoi Hassan II (victoire 2-1).
Il participe à la Coupe des confédérations 1997, jouant un match contre l'Afrique du Sud.
Il dispute deux matchs rentrant dans le cadre des éliminatoires du mondial 1998, contre les îles Féroé et Malte.
Son dernier match en équipe nationale a lieu le 8 février 2000 contre le Mexique lors de la finale de la Carlsberg Cup 2000 (victoire 2-1).

## Carrière
- 1991-2000 :  Baník Ostrava
- 2000-2001 :  Sparta Prague
- 2002-2003 :  Újpest FC
- 2003-2006 :  Baník Ostrava
- 2007-2008 :  Fotbal Fulnek
- 2009-2011 :  MFK Karviná

## Palmarès
Avec le Baník Ostrava :
- Champion de Tchéquie en 2004.
- Vainqueur de la Coupe de Tchécoslovaquie en 1991.
- Vainqueur de la Coupe de Tchéquie en 2005.

Avec le Sparta Prague :
- Champion de Tchéquie en 2001.

Avec Újpest :
- Vainqueur de la Coupe de Hongrie en 2002.

Avec la Tchéquie :
- Troisième de la Coupe des confédérations 1997.
- Vainqueur de la Carlsberg Cup 2000.